# Amt Wertheim
Das Amt Wertheim war eine während der napoleonischen Zeit von 1807 bis 1813 bestehende Verwaltungseinheit im Norden des Großherzogtums Baden.

## Geschichte

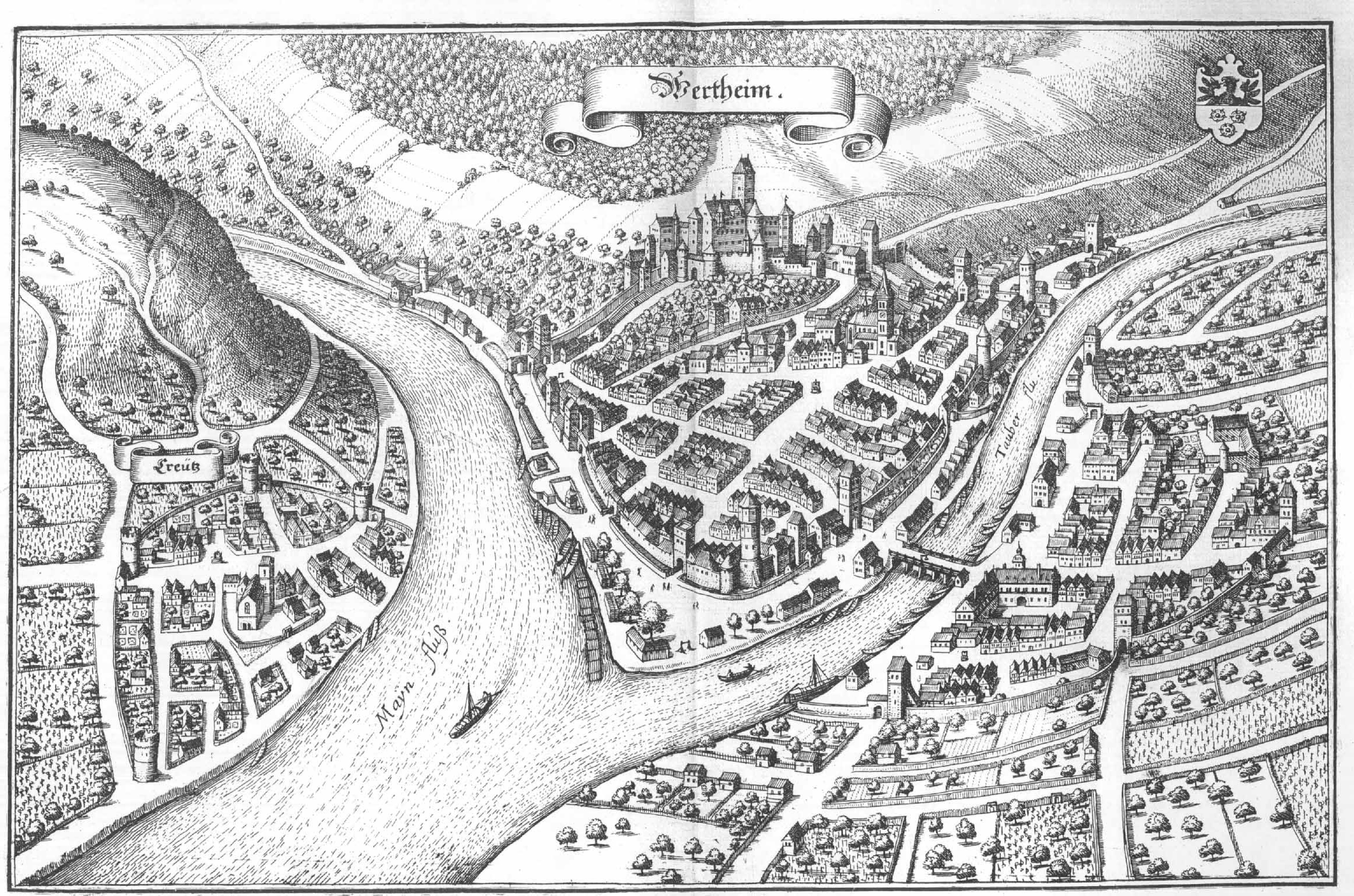
Wertheim 1656, Stich von Matthäus Merian

Bis zum Ende des Heiligen Römischen Reich hatte die auf mehrere Linien aufgeteilte hochadlige Familie Löwenstein-Wertheim die Herrschaft über ein Territorium inne, das im Übergangsbereich zwischen Spessart, Bauland und Tauberland lag. In Umsetzung der Rheinbundakte von 1806 wurde sie mediatisiert, der Kernbereich mit der an der Mündung der Tauber in den Main gelegenen Residenzstadt Wertheim kam unter badische Landeshoheit.
Im Sommer 1807 entstand das standesherrliche Amt Wertheim. das neben der Stadt die Orte Eichel, Urpher, Bettingen, Lindelbach, Dertingen, Kambach, Diedenhofen, Höhenfeld, Nicklaushausen, Wenkheim, Bestenscheid, Grünenwörth, Waldenhausen, Bockenroth, Oedingesäß, Sachsenhausen, Nassig, Sonderrieth, Steinbach, Heidhof, Neuhof, Trennhof, Meßhof, Otterhof und Gickelhof umfasste. Im Dezember 1807 wurde es in ein Stadt- und ein Landamt geteilt und beide der Landvogtei Wertheim zugeordnet, diese Trennung hatte auch 1810 Bestand. Im Rahmen der Verwaltungsgliederung Badens zählte das Amt Wertheim zunächst zur Provinz des Unterrheins oder der Badischen Pfalzgrafschaft, ab 1809 zum Main- und Tauberkreis.
1813 kam es zu einer Umstrukturierung des Raumes um Wertheim. Die Ämter Bronnbach, Freudenberg, Steinfeld und Wertheim wurden aufgelöst, ihre Ortschaften auf die neu gegründeten Stadt- und Erstes Landamt Wertheim (westlich der Tauber) und Zweites Landamt Wertheim (östlich des Flusses) aufgeteilt. Wenkheim kam zum Bezirksamt Tauberbischofsheim.

## Spätere Entwicklung
Auch in der Folgezeit blieb Wertheim lange das Verwaltungszentrum auf überörtlicher Ebene. Die beiden 1813 entstandenen Ämter fusionierten 1819 zum Bezirksamt Wertheim. Bei dessen Auflösung 1938 wurde der Bereich dem Bezirksamt und späteren Landkreis Tauberbischofsheim zugeteilt. Seit der Kreisreform 1973 zählen die Orte zum Main-Tauber-Kreis.